# Колегії (античний Рим)

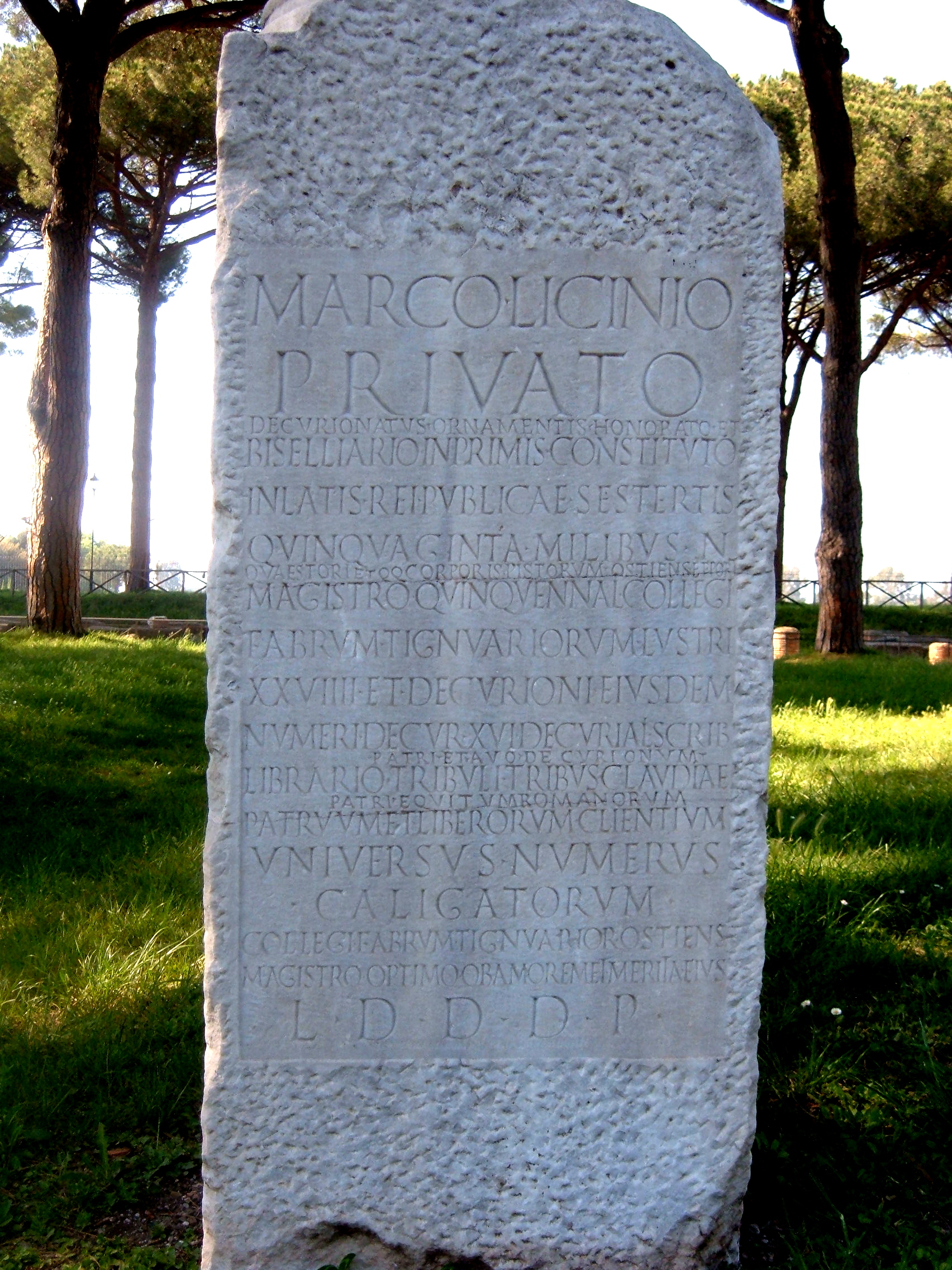
Напис (CIL 14.374) з Ostia Antica на честь Марка Ліцинія Привата, який був магістрантом коледжу теслярів

collegium (множина collegia ), або колегія , угрупування в Стародавньому Римі , яке діяло як юридична особа . Після прийняття Lex Julia(юридичний закон,який запроваджував будь-хто з сім'ї Юліанів) під час правління Юлія Цезаря як консула та диктатора Римської республіки (49–44 до н.е.) та їх підтвердження під час правління Цезаря Августа як Принцепса сената та Імператора римської армії (27 до н.е.– 14 р. н.е.). Колегії вимагали схвалення римського сенату або імператора, щоб отримати повноваження як юридичні особи .  Такі об'єднання можуть бути громадянськими або релігійними. Слово collegium буквально означає «суспільство», від collega («колега»).  Вони функціонували як соціальні клуби або релігійні колективи, члени яких працювали над спільними інтересами. Ці спільні інтереси охоплювали широкий спектр різних аспектів міського життя; включаючи політичні інтереси, культові практики, професії, торгівлю та державні послуги.  Соціальні зв'язки, які розвивалися колегіумами, сприяли їхньому впливу на політику та економіку; діючи як лобістські групи та представницькі групи для трейдерів і купців.  Деякі колегії були пов’язані з участю в політичному насильстві та соціальних заворушеннях, що призвело до придушення соціальних асоціацій римським урядом. 

## Громадянські колегії
Колегії могли функціонувати як гільдії, соціальні клуби або похоронні товариства; на практиці в Стародавньому Римі вони іноді ставали організованими органами місцевих бізнесменів і навіть злочинців, які керували торговельною/злочинною діяльністю в певному міському регіоні (подібно до rione). Юридичні колегії володіли певними правами, такими як спільна власність, спільна скарбниця та законне право на адвоката. Велика частина населення міста могла бути частиною колегіальних асоціацій, причому багато аспектів повсякденного життя мали відповідні колегії. Організація колегіуму часто була за зразком організації громадських органів управління, втіленням якої був Сенат Риму. Зал для засідань часто називали курією — той самий термін, що й римський сенат.
Формування колегій та інших цивільних організованих органів підлягало розсуду центральної римської влади. Після здійснення соціальних реформ Юлієм Цезарем між 49-44 рр. до н.е. ( lex Iulia ) і їх підтвердження Августом , колегіуми вимагали схвалення римського сенату або імператора, щоб отримати дозвіл як юридичні особи.  Колегії часто були об’єктом обмежень і заборон через підозри з боку римського уряду щодо функцій цих соціальних об’єднань. 
Законність цивільних колегій підлягала постійному законодавству. У 64 р. до н.е. всі громадянські колегії були заборонені Сенатом за те, що вони суперечили римській конституції і були відновлені лише через шість років у 58 р. до н.е.  Частина соціальних реформ під час правління Юлія Цезаря розпустила всі, крім найдавніших колегій, і встановила, що будь-яка нова колегія повинна вважатися Сенатом корисною для громади.  Пізніше, у 2 столітті нашої ери, колегіуми в римському світі виявили ознаки підвищеної толерантності з боку римського уряду. За Адріана написи в Малій Азії зображують колегіуми, які функціонували з більшою свободою, оскільки римські обмеження ставали меншими і тимчасовими за масштабом.  Римський імператор Авреліан встановив державний контроль над колегіями наприкінці 3 століття. 

## Релігійні колегії
Релігійні колегії були утворені братствами священиків, санкціонованими римським урядом, і виконували ряд релігійних функцій у Римі. Це включало нагляд за ритуальними жертвоприношеннями, практику авгурії, дотримання священних писань, організацію свят і підтримання конкретних релігійних культів .  Поряд із релігійними функціями ці колегії мали також похоронні та соціальні функції; надання можливості для спілкування, а також гарантовані послуги поховання для своїх членів. 
Існували чотири великі релігійні коледжі ( quattuor amplissima collegia ) римських жерців у порядку убування важливості:
- Pontifices (the College of Pontifices), керований pontifex maximus
- Augures
- Quindecimviri sacris faciundis
- Septemviri epulonum

Також інші незначні релігійні колегії існували, в тому числі:
- Fetiales
- Salii
- Titii
- Fratres Arvales
- Luperci
- Sodales Augustales

## Військові колегії
Під час республіканського Риму і приблизно в 100 році нашої ери військові колегії розглядалися як невеликі і жорстокі ополчення.  Під час династії Северан (193–235 рр. н.е.), коли спілки, як комерційні, так і промислові, набули поширення, і уряд звернув свою увагу на підвищення рівня життя в армії. Написи в Ламбезісі датують утворення військових клубів Легіо III Августа до правління Септімія Севера (193–211) і вказують на те, що вони були сформовані старшими офіцерами та спеціалістами, прикріпленими до різних служб легіону.  Основна мета військових клубів полягала в тому, щоб допомогти своїм членам покривати витрати на поховання. Офіцерам і особовому складу, призначеним для виконання спеціальних обов’язків, входити до клубів не заборонялося. Проте пересічні солдати, які перебувають на дійсній службі, не могли створювати клуби чи бути їх членами. Членство у військовій колегії давало офіцеру страхування від непередбачених подій, які потребували значних фінансових вкладень. Місця збору цих collegia були ідентифіковані в межах Lambaesis.

## Розташування
Епіграфічні написи вказують на те, що Колегії з'явилися в 84 римських містах, включаючи Рим. Так, можливо, були колегії в Ассізі, Клузо, лігури Baebiani, Марсі, Pollentia, Пренесте, Таррако, Вада Sabtia і Uthina .  Були Collegias в Brixia, Aquinicum, Mediolanium, Равенна. Більшість колегій були розташовані в Італії, Паннонії і Південній  Галлії . В інших провінціях колегії розташовувалися  рідко. 